# 댈러스 모닝 뉴스

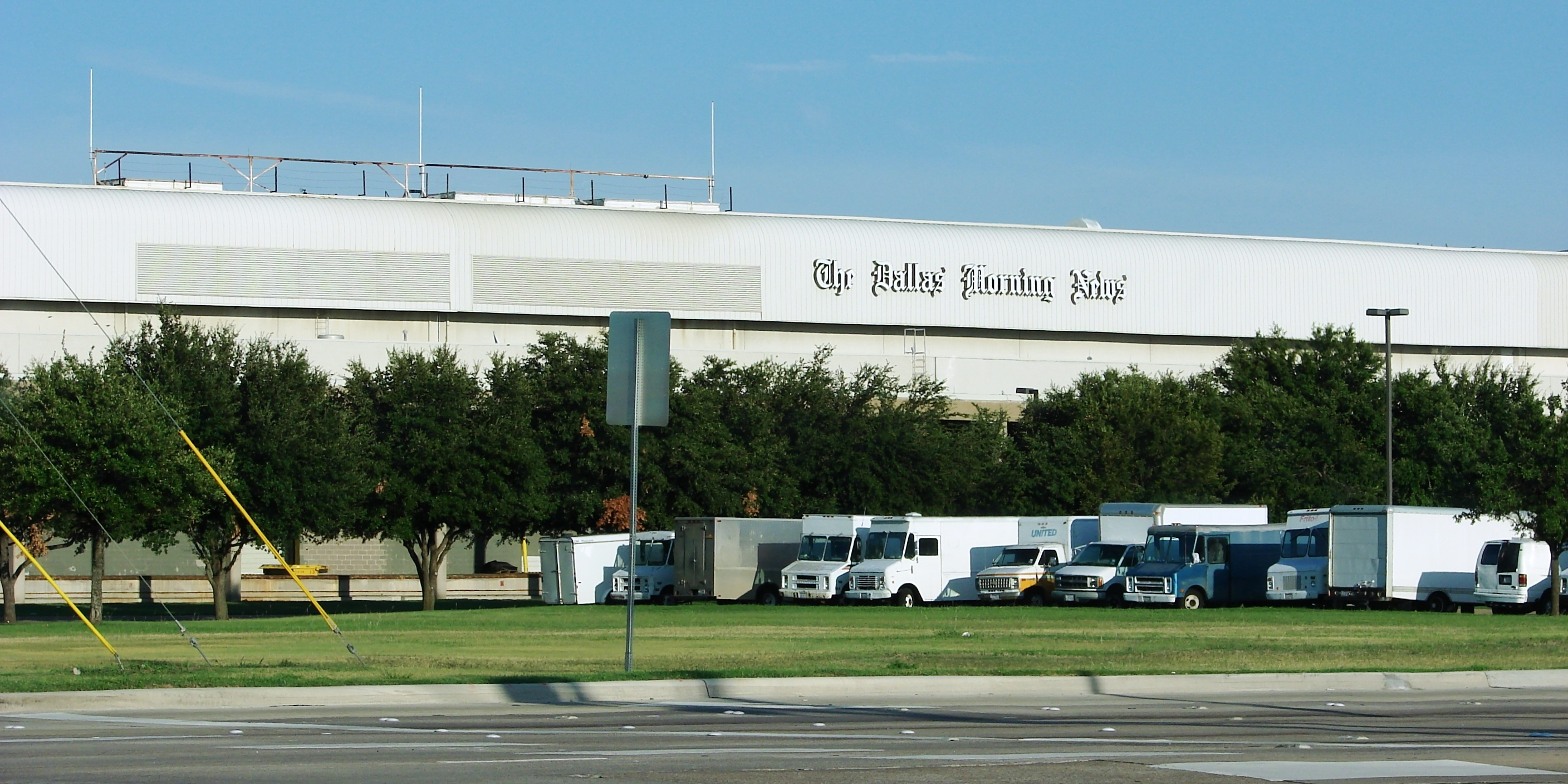

댈러스 모닝 뉴스(The Dallas Morning News)는 미국 텍사스주 댈러스 지역에서 판매되는 신문이다.